# Il sonaglio
(Andrea Camilleri in La Stampa.it, 3 aprile 2009)
Il sonaglio è un romanzo di Andrea Camilleri, pubblicato nel marzo 2009 dall'editore Sellerio, che nei progetti dell'autore conclude una trilogia il cui primo titolo è stato quello di Maruzza Musumeci seguito da Il casellante.

## Trama
Giurlà vive vicino e dentro il mare di Vigata dove si trova a suo agio come i pesci che riesce a prendere a mani nude. Il mare è il suo ambiente naturale ma la necessità di aiutare la propria famiglia lo porta ad accettare il lavoro di mandriano di capre nelle montagne del retroterra. 
Giurlà uomo di mare diviene così uomo di montagna imparando ad apprezzarne la sua aria leggera e corroborante, la solitudine, il silenzio, l'acqua cristallina e gelata dei laghi, l'esplosione e la varietà dei colori primaverili nei pascoli.
Il giovane capraio conoscerà anche l'amore sessuale, quasi ferino, di Rosa, una donna che aiuta i caprai ad accudire lo stazzo, della quale sentirà fortemente la mancanza quando la donna diverrà l'amante del campiere.
Ben presto Rosa sarà sostituita dalla capretta, chiamata da Giurlà "Beba", che s'innamorerà, ricambiata dal capraio, così intensamente da preferirlo all'accoppiamento con i becchi.
Giurlà, anche quando la graziosa capretta morirà, non la dimenticherà più ed anzi se la ritroverà trasformata nella giovane marchesina Anita.

## Edizioni
- Andrea Camilleri, Il sonaglio, Seconda ed., collana La memoria, Sellerio, 2009,  pp. 208, cap. 15, ISBN 88-389-2356-6.